# Підорлик індійський
Підорлик індійський (Clanga hastata) — хижий птах родини яструбових, поширений у Південній Азії. Нерідко розглядають як осілий підвид підорлика малого (Clanga pomarina).

## Морфологічні особливості

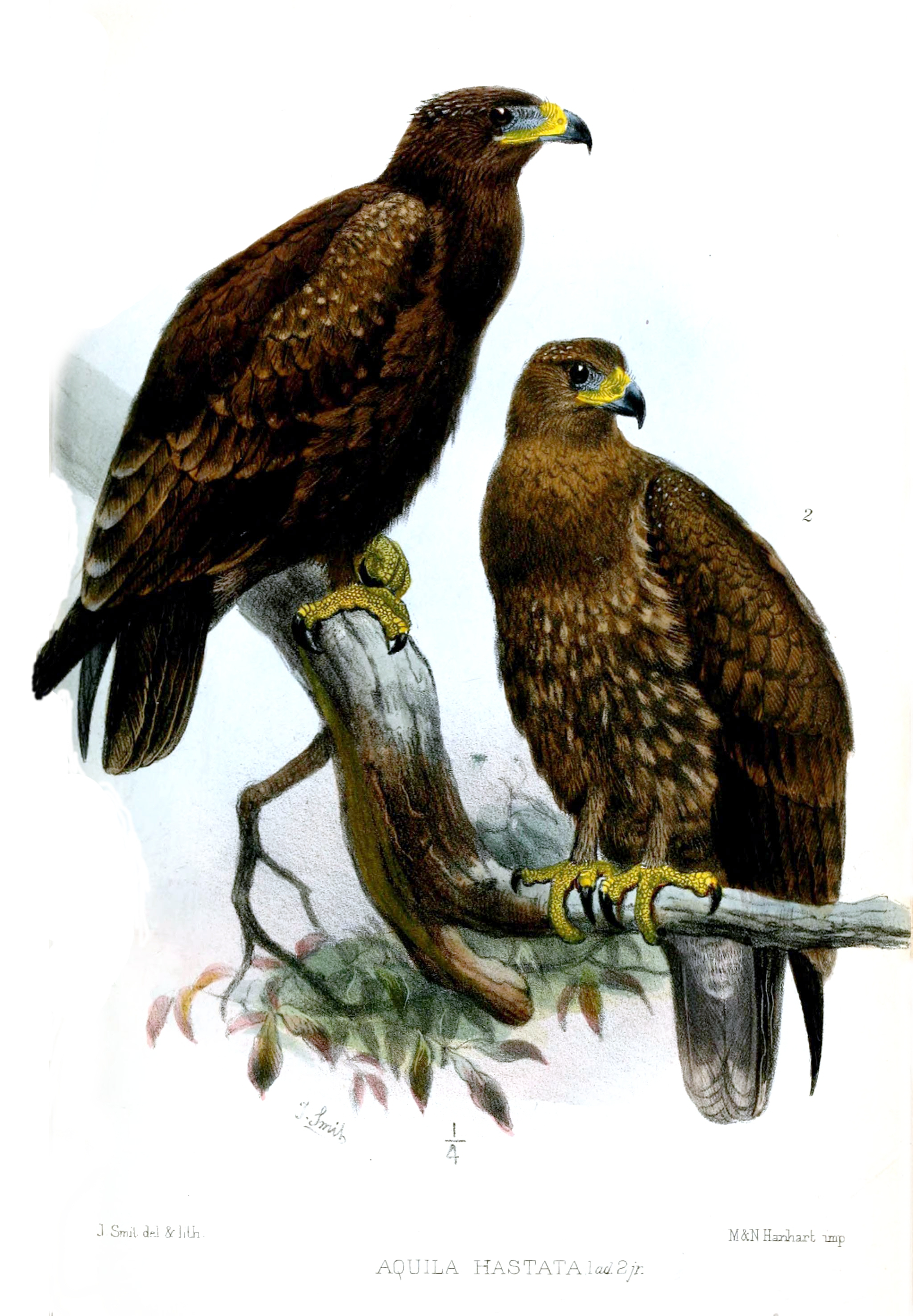
Ілюстрація дорослого і молодого орла

Близько 65 см в довжину. Кремезний, середнього розміру орел з короткими, широкими крилами і досить коротким хвостом. Дорослі, по суті, коричневі. Голова велика по відношенню до розмірів тіла.

## Поширення
Країни проживання: Бангладеш, Камбоджа, Індія, М'янма, Непал.

## Спосіб життя
Цей вид є хижаком, який захоплює здобич, в основному ссавців, із землі у відкритих зонах в межах або поблизу лісу. Він також полює на жаб і птахів.

## Загрози та охорона
Цьому виду, безсумнівно, загрожує перетворення і порушення лісових місць проживання.